# Submillimeter Array
O Submillimeter Array (SMA) é composto por oito radiotelescópios de 6 metros de diâmetro arranjados como um interferômetro para observações de comprimento de onda submilimétrica. Foi o primeiro interferômetro submilimétrico construído propositadamente, construído após o sucesso de experimentos de interferometria usando o preexistente Telescópio James Clerk Maxwell de 15 metros e o Observatório Caltech Submillimeter de 10,4 metros como um interferômetro. Todos esses três observatórios estão localizados no Observatório de Mauna Kea em Mauna Kea, Havaí, e pode ser operado em conjunto, como um interferômetro nas bandas de 230 e 345 GHz. A linha de base comprimentos atualmente em uso variam de 16 a 508 metros, e até 783 metros para operações ESMA. As frequências de rádio acessíveis a este telescópio é de 180 a 700 GHz, que inclui transições rotacionais de dezenas de espécies moleculares, bem como a emissão contínua de grãos de poeira interestelar. Embora a matriz seja capaz de operar tanto de dia como de noite, a maioria das observações ocorrem à noite quando a estabilidade atmosférica é melhor.
O SMA é operado conjuntamente pelo Observatório Astrofísico Smithsonian e a Academia Sinica Instituto de Astronomia e Astrofísica.
O SMA foi usado para descobrir que Plutão é 10 K mais frio do que o esperado. Foi o primeiro radiotelescópio a conseguir identificar Plutão e Caronte como objetos separados.